# Попов, Палладий Иванович

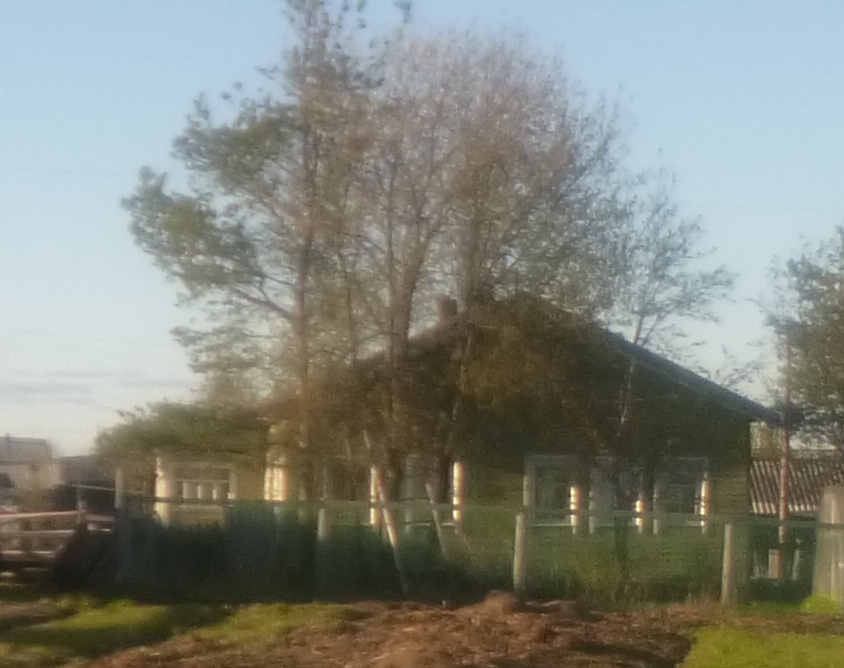
Дом, в котором проживал иерей Палладий Попов с супругой

Палладий Иванович Попов  (1879—1937) — священник Русской православной церкви, священномученик.
Причислен к лику святых и включён в Собор новомучеников и исповедников Российских XX века определением Священного синода от 6 октября 2001 года.

## Биография
Родился 27 января 1879 года в семье священника в селе Устье Никольского уезда Вологодской губернии.
В 1902 году окончил Архангельскую духовную семинарию по второму разряду. В 1903—1905 годах обучался в ветеринарном институте в Казани.

## Служение
В 1906—1913 годах — учитель второклассной школы в селе Сизябске
В 1913 году епископом Архангельским и Холмогорским Нафанаилом (Троицким) рукоположён во священники ко Гамской Сретенской церкви. С 1913 года — законоучитель и заведующий Гамской церковно-приходской школой. С 1914 года — законоучитель Мохчинского двухклассного приходского училища. С 1917 по 1918 год был законоучителем и учителем Мохчинских педагогических курсов, учителем Гамского сельского училища.
После 1918 года проживал в селе Гам, был священником Гамской Сретенской церкви.

## Арест и наказание
В 1933 году привлекался к ответственности по статье 59 п. 12 Уголовного кодекса РСФСР, но осуждён не был.
Арестован в деревне Гам 31 июля 1937 года. Под следствием содержался в Ижемской тюрьме. Обвинялся в том, что «после опубликования новой конституции систематически вёл среди колхозников антисоветскую агитацию, направленную против советской власти, искажённо истолковывал новую конституцию среди колхозников и единоличников, ждёт войны и падения советской власти».
Осуждён 21 сентября 1937 года тройкой УНКВД Коми АССР по статье 58 п. 10 Уголовного кодекса РСФСР к расстрелу.
Расстрелян в селе Ижма в период с 22 по 25 сентября 1937 года. Место захоронения точно не установлено.

## Канонизация
Священный синод Русской православной церкви определением от 6 октября 2001 года причислил иерея Палладия Попова к лику святых и включил в Собор новомучеников и исповедников Российских XX века.
День памяти — 23 сентября.
23 сентября 2017 года, через 80 лет после расстрела священнослужителей Палладия Попова и Иоанна Павловского на месте их гибели в селе Ижме был воздвигнут поклонный крест.

## Семья
Родители:

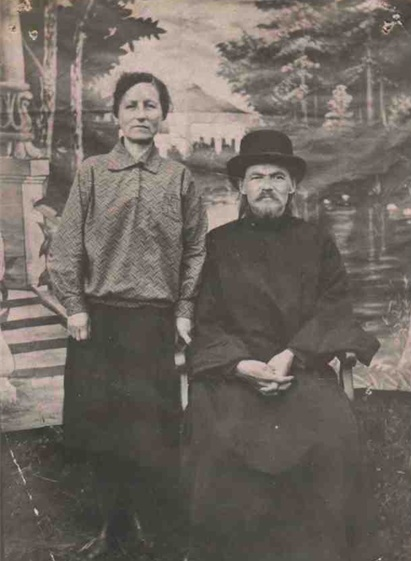
Иерей Палладий Попов с супругой

Отец — Попов, Иоанн Андреевич 27.03.1849 г.р., священник.
Мать — Текуса Иоанновна Попова, 17.05.1849 г.р.
Братья и сёстры:
- Николай (священник)
- Клавдия (жена священника Александра Титова)
- Александра (замужем за диаконом)
- Феогност (псаломщик)
- Мария (в замужестве за диаконом Иоанном Павловским) — сщмч. Павловский, Иоанн Петрович[11]
- Пётр
- Таисия

Супруга Лидия Степановна была родом из деревни Ласта Ижемского района Республики Коми. Детей не было. После расстрела мужа она осталась жить в д. Гам, продолжала жить в одной из комнат поповского дома, куда был пущен для проживания ранее раскулаченный житель деревни Рочев Иван Васильевич с семьёй.